# Newport Beach
Newport Beach är en stad i Kalifornien i USA, grundad 1906. Staden ligger i Orange County, cirka 60 km söder om Los Angeles vid Santa Ana Rivers utflöde i Stilla Havet och hade cirka 85 000 invånare vid folkräkningen 2010. 

## Demografi
Demografiskt hade Newport Beach år 1910 445 invånare men växte sedan snabbt efter 1950-talet då den hade 12 000 invånare upp till dagens cirka 85 000.
2010 hade mer än en fjärdedel av hushållen i Newport Beach en årsinkomst överstigande 1,3 miljoner kronor och fastighetspriserna tillhör de högsta i USA, (åttonde plats), och staden anses därför vara den rikaste i USA om man ser till hushållsinkomster och fastighetspriser sammantaget, (2011 Portfolio.com).

## Klimat
Klimatet är medelhavslikt med förhållandevis små variationer jämfört med städer bara någon mil inåt landet. Detta beror på stillahavsbrisen som värmer upp temperaturen på vintern och kyler ned den ibland heta värmen på sommaren och därigenom jämnar ut de ibland extrema temperaturvariationer som kan förekomma inåt landet. 

## Turism
Med sina cirka 9 000 båtar utgör Newport Harbor den största hamnen för fritidsbåtar på USA:s västkust och var redan i början av 1900-talet ansett som en av de bästa semesterdestinationerna i USA och kanske den bästa på västkusten. En stor hamn finns, Newport Harbor, och Newport Bay med flera öar, Balboa Island, Collins Island, Bay Island, Harbor Island och Linda och Lido Isle. Olika typer av båt och fritidsaktiviteter är populärt, som segling, fiske, paddling, rodd och kajakpaddling. 
Strandlivet på beachen är väl känt för olika aktiviteter såsom surfing, bodyboarding och bodysurfing där den särskilt vid The Wedge vid Balboahalvön anses vara av världsklass. En nästan 5 km lång strandpromenad sträcker sig genom Newport Beach med dess berömda skaldjurs och fiskerestauranger, lämplig för gång eller cykeltrafik. 
Lokala invånare och turister brukar uppmanas av myndigheterna att använda egna eller hyrda cyklar eftersom staden på vissa ställen är mycket trång och stora svårigheter ibland finns att hitta parkeringsplatser för bil. 
Ett flertal sightseeing linjer med båt finns för turister och flera färjelinjer trafikerar Newport Harbour mellan öarna. Huvudvägen Pacific Coast Highway, (California State Route 1), är kustvägen som går mellan Los Angeles och San Francisco och går tvärs igenom Newport Beach.  

## Film och TV
Filmen Big Mamas House 2 och TV-serierna OC, Laguna Beach och Arrested Development (tidigare kallad Firma, ruffel och bygg) utspelar sig i denna stad, även om de inte nödvändigtvis filmas där.

## Populärkultur
Skådespelerskan och modellen Alexis Thorpe är född där. Andra kända personer som vuxit upp, bott eller bor i Newport Beach är Laureen Bacall, Humphrey Bogart, Nicolas Cage, James Cagney, Chuck Norris, John Wayne, Tiger Woods, Kobe Bryant, Ekaterina Gordeeva och Shirley Temple.